# W. L. Casaday Manufacturing Company
W. L. Casaday Manufacturing Company war ein US-amerikanischer Hersteller von Fahrzeugen.

## Unternehmensgeschichte
Das Unternehmen hatte den Sitz in South Bend in Indiana. Es stellte Dinge für die Landwirtschaft her. 1904 wurde die Produktion von Automobilen angekündigt und 1905 begonnen. Der Markenname lautete Casaday für Nutzfahrzeuge und Williams für Personenkraftwagen, benannt nach dem Konstrukteur M. L. Williams. Im gleichen Jahr endete die Pkw-Produktion. Im November 1905 wurde bekanntgegeben, dass nun Stationärmotoren entstehen sollen. Danach verliert sich die Spur des Unternehmens.
Es gab keine Verbindung zur Williams Motor Carriage Company, die den gleichen Markennamen benutzte.

## Kraftfahrzeuge
Die Pkw hatten einen Vierzylindermotor mit Luftkühlung. Er leistete 25 PS. Er trieb über ein Dreiganggetriebe und eine Kette die Hinterachse an. Das Fahrgestell hatte 244 cm Radstand. Der Aufbau war ein Tonneau. Die Motorhaube war auffallend lang und der Platz für die Fondpassagiere dementsprechend knapp. Auffallend war die Windschutzscheibe. Der Neupreis betrug 2500 US-Dollar. Einer der Käufer war die örtliche Polizei.